# ماریو دا وینچی
ماریو دا وینچی (ایتالیایی: Mario Da Vinci؛ ‏ ۱۴ مارس ۱۹۴۲ – ۱۰ مه ۲۰۱۵) خواننده و بازیگر اهل ایتالیا بود.
وی طی دوران فعالیت حرفه‌ای خود بیش از ۶۰ تک‌آهنگ و ۱۳ آلبوم موسیقی منتشر کرد.
از فیلم‌هایی که وی در آن‌ها نقش داشته‌است، می‌توان به ناپل، روایتی از عشق و انتقام اشاره نمود.